# 茹伊纳
茹伊纳是巴西马托格罗索州的一个市镇。总面积26251.276平方公里，总人口38497人，人口密度1.5人/平方公里。